# Kropyvnytskyj rajon
Kropyvnytskyj rajon (ukrainsk: Кропивницький район, tr. Kropyvnytskyj rajon) er et rajon (distrikt) i Kirovohrad oblast i Ukraine. Det har et areal på 9.717 km2
og et befolkningstal på 448.100 (2020) indbyggere. Hovedbyen er byen Kropyvnytskyj.